# Serravalle (Burg)
Die Ruinen der Höhenburg Serravalle (dt. ‚Talsperre‘) liegen bei 391 m ü. M. auf einem breiten Felsrücken nördlich des Dorfes Semione, in der heutigen Gemeinde Serravalle, im Bleniotal im schweizerischen Kanton Tessin. Serravalle war eine der wichtigsten Burgen des Sopraceneri.

## Anlage

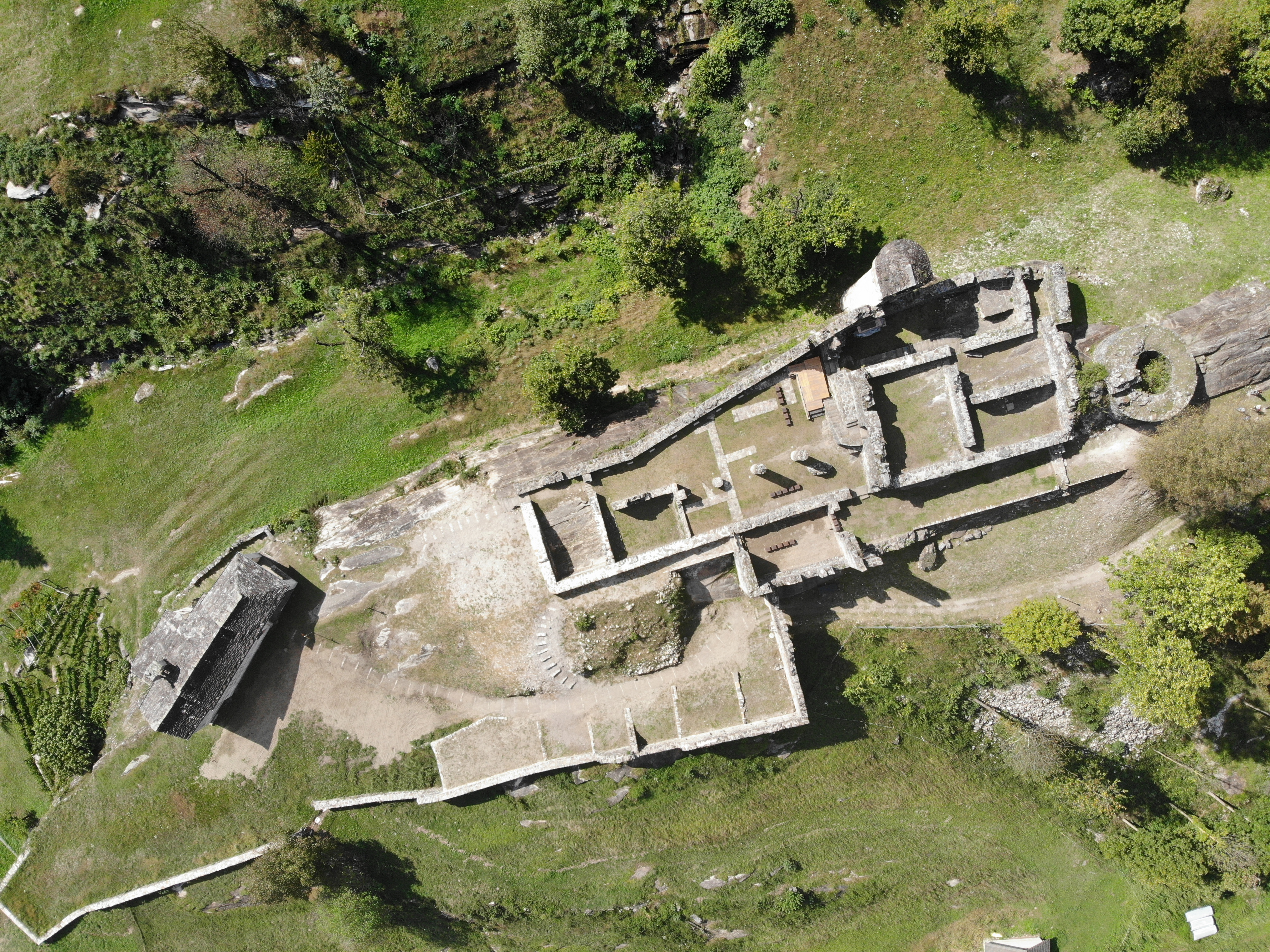
Anlage von Serravalle

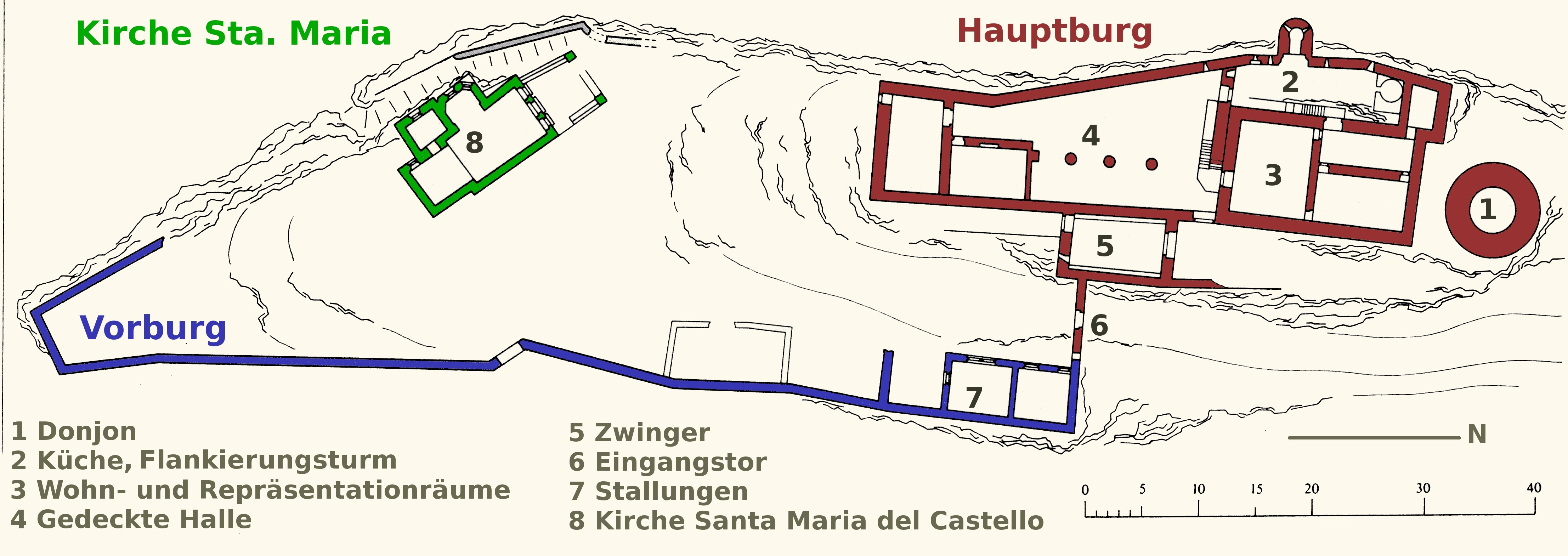
Übersichtsplan

Von den Mauern der 1. Periode (circa 900 – circa 1180) sind nur noch wenige Teile erhalten. Es handelt sich ausschliesslich um Teile, welche in die Fundamente der 2. Periode mit einbezogen werden konnten. Die Anlage der Periode 2 (circa 1224–1402) ist in eine Haupt- und eine Vorburg gegliedert. Die Vorburg liegt im südlichen Teil und umfasst auf einer langgestreckten Terrasse eine Innenfläche von 90 auf 30 Meter. Die mittelalterliche Überbauung des Areals ist weitgehend verschwunden, allfällige Mauerreste sind unter wucherndem Gestrüpp verborgen. Der Zugang zur Anlage führte von Norden her durch eine äussere Toranlage an der Ostseite, nach einer scharfen Biegung nach rechts gelangte man zu einer Zugbrücke. Den Hof der Hauptburg erreichte man über mehrere Tore, Zwinger und Zwischengräben. Heute erreicht man die Hauptburg über einen Pfad von der Vorburg aus.
In der Hauptburg lassen sich immer noch vier Bereiche unterscheiden: ein Südtrakt mit nicht näher definierten Räumen, ein weiter Burghof, die Kernburg im Nordteil des Areals und schliesslich, der Anlage vorgelagert, ein mächtiger Rundturm im Norden. Die Reste von drei massiven Säulen im Burghof lassen auf eine geräumige gedeckte Halle schliessen, aus der eine Treppe ins Innere des eigentlichen zweistöckigen Hauptgebäudes führte. Im Westen lag ein langer Küchentrakt, erkennbar an einem mächtigen Backofen und einem tiefer liegenden Raum, der wohl als Vorratskeller diente. Die Wohn- und Repräsentationsräume mit geräumigen Sälen lagen im östlichen Teil. 
Der Flankierungsturm an der Westwand des Küchenraumes wurde nachträglich errichtet. Das stärkste Bauwerk der ganzen Anlage bildete der Donjon mit seinen gut zwei Meter dicken Mauern. Er war mit dem Hauptgebäude nicht durch Mauerwerk verbunden, darum ist anzunehmen, dass vom Nordtrakt her eine Holzbrücke zu einem seiner oberen Geschosse führte. 1928/30 wurde das damals völlig verschüttete Areal durch den Schweizerischen Burgenverein ausgegraben. Da archäologischen und baugeschichtlichen Zusammenhängen wenig Beachtung geschenkt wurde, ist eine architektonische Entwicklung der Burg kaum mehr zu rekonstruieren. Zahlreiche Mauerfugen zwischen den einzelnen Gebäudeteilen lassen jedoch auf eine lange Baugeschichte schliessen. Archäologische Informationen über die Entstehungszeit der Burg gibt es nicht. Die heute noch sichtbaren Reste dürften aus verschiedenen Bauphasen des 13. und 14. Jahrhunderts stammen. Der Donjon entstand wahrscheinlich um 1250, der halbrunde Flankierungsturm im Verlauf des 14. Jahrhunderts. Ob einzelne Elemente bis ins 12. Jahrhundert zurückreichen, ist unklar; möglicherweise stecken im Wohntrakt der Kernburg noch Elemente aus der Frühzeit der Burg. Auch über die zeitliche Zuordnung der Vorburg gibt es keine Angaben.

## Geschichte

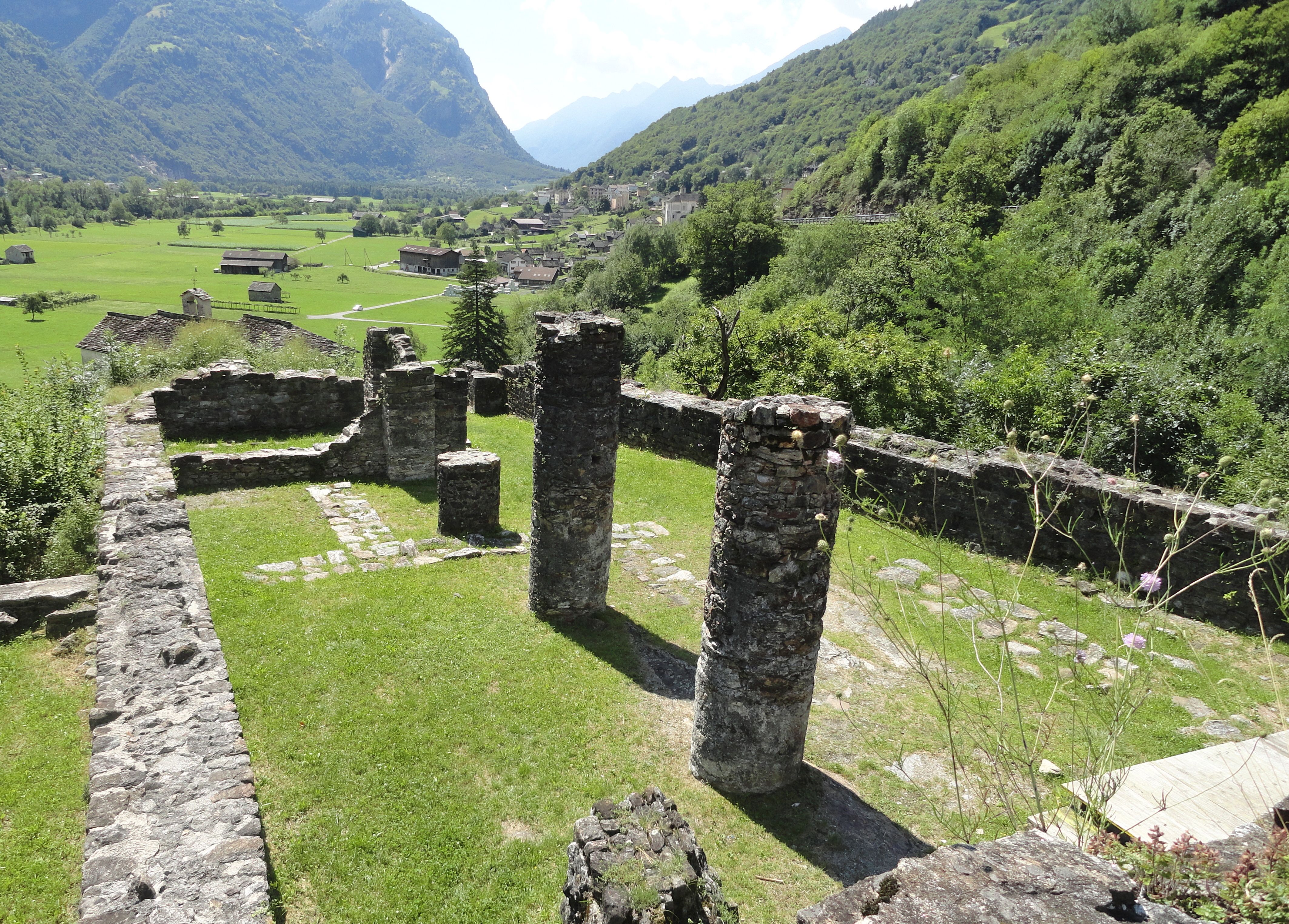
Blick über die Säulenhalle nach Süden

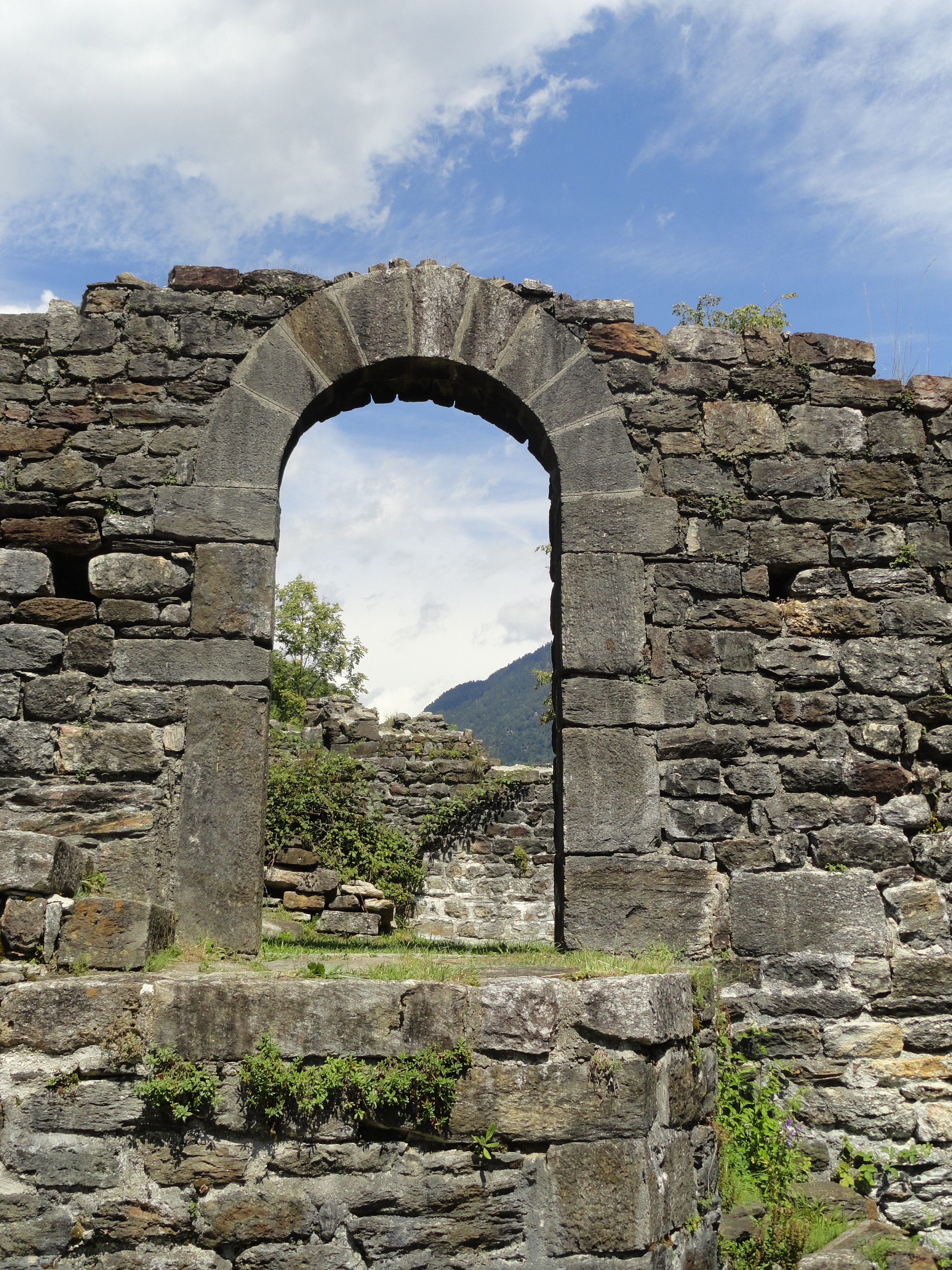
Zugang zu den Wohnräumen

Über die Anfänge der Burg gibt es keine schriftlichen Hinweise, aber dank gesicherter Radiokarbondaten lassen sie sich mindestens bis in die Zeit um 900 zurückdatieren. Dies bedeutet, dass es einen Vorgängerbau gegeben hat, der um 1180 zerstört wurde und in Trümmern liegen geblieben ist. Auf dem Areal wurde erst um 1220/30 wieder eine neue Burg errichtet.
Der Name Serravalle deutet auf eine alte Talsperre hin, ähnlich dem Castello di Mesocco, doch gibt es keine Hinweise auf eine das Tal querende Mauer. 
Eine grosse Rolle spielte Serravalle in der zweiten Hälfte des 12. Jahrhunderts, als unter Kaiser Friedrich I. Barbarossa für die Italienpolitik des deutschen Reiches der Übergang über den Lukmanierpass wichtig wurde. 1176, als er die lombardischen Städte unterwerfen wollte, soll Barbarossa vier Tage bei Serravalle auf Verstärkung gewartet haben. Die erste schriftliche Erwähnung stammt aus dem Jahr 1224: Guido da Torre, der Sohn des späteren Besitzers Alcherius, berichtet vom Aufenthalt Barbarossas und «…er liess die Burg von Serravalle errichten». Ob er damals eine bestehende Burg eroberte und wieder aufbauen oder ob er eine Burg neu erstellen liess, ist unklar. Jedenfalls übergab Barbarossa Serravalle seinem Parteigänger Alcherius da Torre; vorher war sie im Besitz seiner mailändischen Gegner. Durch die Niederlage des Kaisers in der Schlacht von Legnano im selben Jahr wurde jedoch die Eroberung der Burg hinfällig; sie soll von den Mailändern zerstört worden sein und lag für rund 50 Jahre in Trümmern. 
Im Bleniotal übernahm das mailändische Domkapitel, dem die Blenieser Grafschaftsrechte seit alters her zustanden, wieder die Führung; die Torre und ihre Anhänger verschwanden in der Folgezeit aus der Geschichte des Bleniotals. Um 1220/30 wurde die Burg von einem Zweig der Locarneser Familie Orelli vergrössert, die nach dem Verschwinden der Torre mit Unterstützung von Mailand die Macht im Bleniotal übernahm. 
Als Inhaber der Burg Serravalle und Vögte im Dienst der Mailänder sind die Orelli für das Jahr 1235 urkundlich bezeugt. Von nun an bildete Serravalle den Herrschaftsmittelpunkt des Bleniotals, was um 1300 durch weitere grosse Um- und Ausbauten bestätigt wurde. Weitere Bauphasen erfolgten im 14. Jahrhundert. Nach den Orelli residierten die Grafen von Oleggio auf der Burg, die 1335 die Rechte ihrer Vorgänger erworben hatten, später waren die Visconti Herren über das Bleniotal.
Ab dem 12. Jahrhundert wurden die Befugnisse der Talherren von den Rechten der Gemeinden zunehmend eingeschränkt. Immer wieder kam es im Tal zu Auseinandersetzungen zwischen Feudalherren und Landvolk, wenn sich dieses in seinen Rechten bedroht sah.
1380 veräusserten die Visconti ihre Rechte im Bleniotal an die Pepoli, ein Adelsgeschlecht aus Bologna, das mit den Verhältnissen im abgelegenen Tal wenig vertraut war. Immer wieder gab es Auseinandersetzungen mit der lokalen Bevölkerung. 1402, nach dem Tod des Herzogs Gian Galeazzo di Visconti, kam es zu einem Aufstand gegen die Pepoli, bei dem die Burg Serravalle geschleift und der verhasste Taddeo Pepoli erschlagen wurden. Dies lag im Interesse von Mailand. 
Die Mailänder Herzöge verzichteten auf einen Wiederaufbau der Burg Serravalle. Ein wichtiger Grund dafür mag gewesen sein, dass sich nach dem Ausbau der Talsperre von Bellinzona der Unterhalt einer weit nördlich in den Alpenraum vorgeschobenen Festung kaum mehr lohnte.
2002 bis 2007 führten das Historische Seminar der Universität Basel und die Accademia di architettura di Mendrisio mit Unterstützung des Schweizerischen Nationalfonds in Serravalle Ausgrabungen durch. Das reiche Fundmaterial, vor allem Luxusgüter wie venezianische Glaswaren, Majolika, Münzen, Schmuck und Reste von Wandmalereien aus dem 13. Jahrhundert, lässt auf einen gehobenen Lebensstandard der Bewohner schliessen, der sich am norditalienischen Lebensstil orientierte. Die zahlreichen Pfeil- und Armbrustbolzen, Blidenkugeln von bis 104 Kilogramm und andere freigelegte Beschussmaterialien verwiesen zudem auf den Einsatz von damals modernstem Kriegsmaterial. So kam 1402 offenbar eine Blide (italienisch: trabucco), eine von Byzanz entwickelte Wurf- und Schleudermaschine, bei der Belagerung zum Einsatz.

## Kirche Santa Maria del Castello

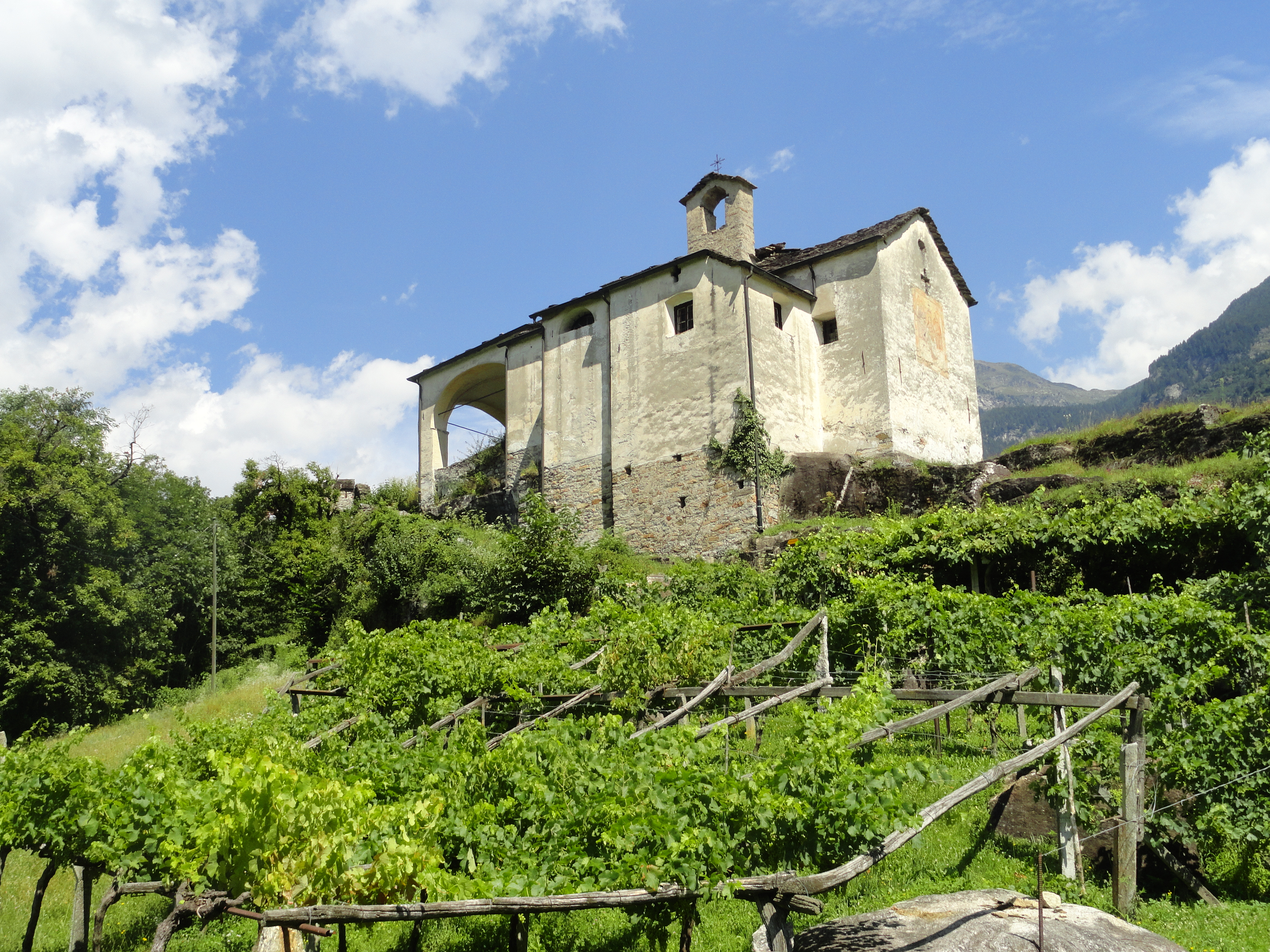
Ansicht von Süden

Am südwestlichen Rand der Vorburg steht die Kapelle Santa Maria del Castello; ihre Südwand bildet einen Teil der Ringmauer. Eine Burgkapelle ist 1339 urkundlich bezeugt, als sie dem Heiligen Martin geweiht wurde. So wie sie sich mit der offenen Vorhalle heute präsentiert, ist sie ein Werk des 16. und 18. Jahrhunderts, einzelne Mauerteile scheinen jedoch bis ins Mittelalter zurückzureichen. Die Chorfresken im Innern stammen aus dem Jahr 1587 und wurden von Giovanni Battista Tarilli aus Cureglia geschaffen. Das spätgotische Fresko an der Nordwand zeigt Christophorus, auf der Westfassade ist Justitia abgebildet als Erinnerung an die Zeit, als das Vorgelände als Richtplatz diente.

## Bilder

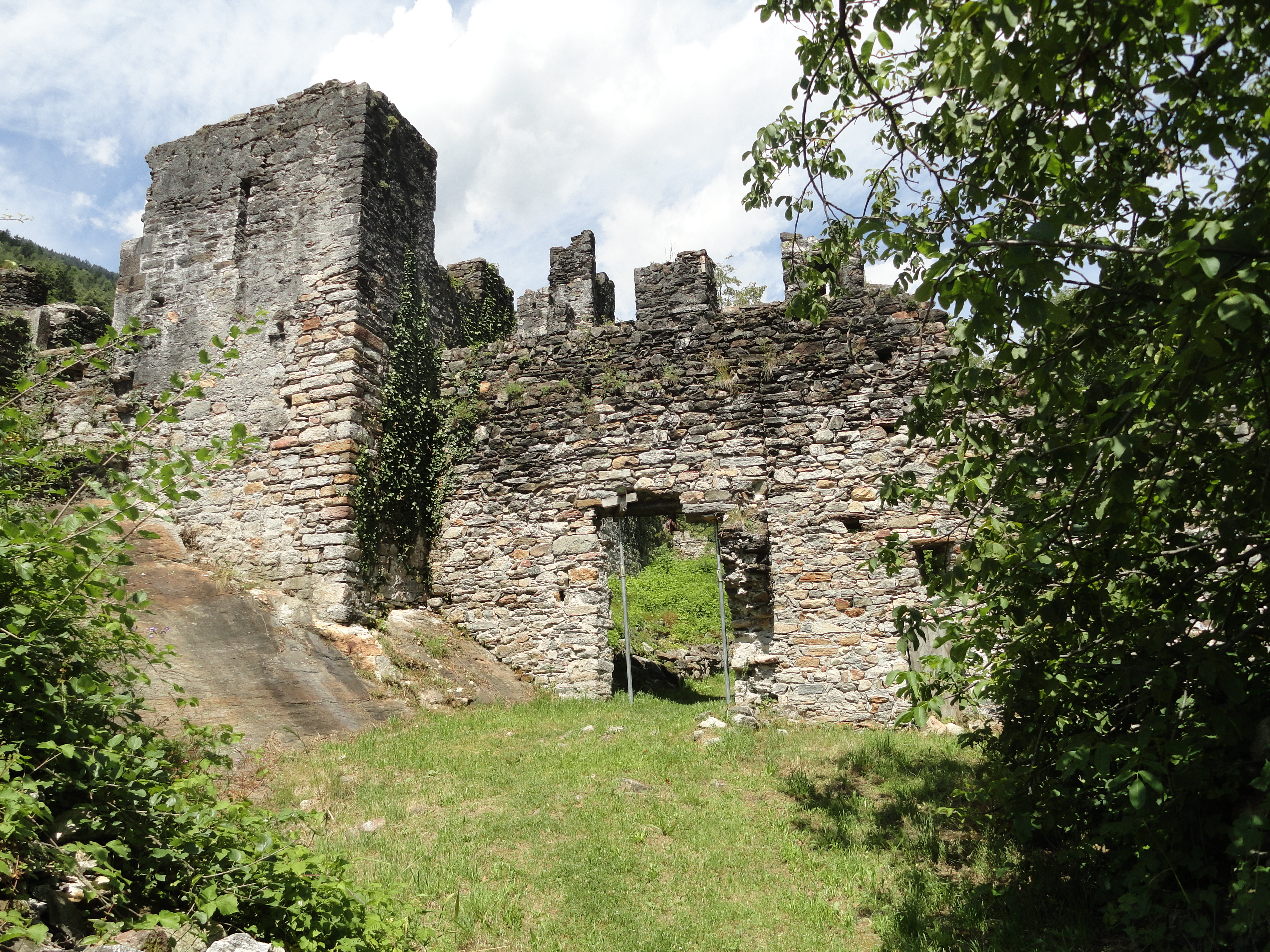
Eingangstor
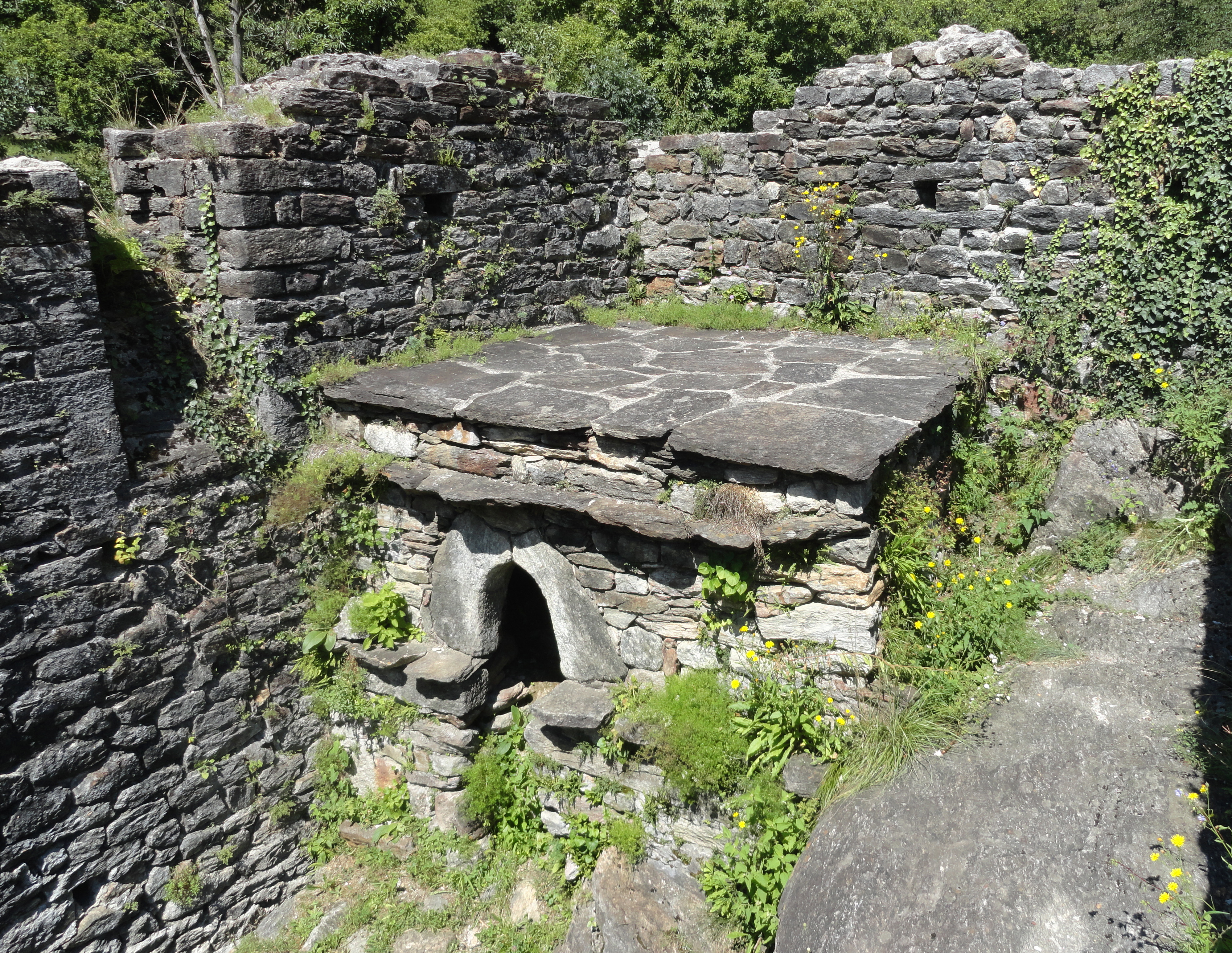
Küche
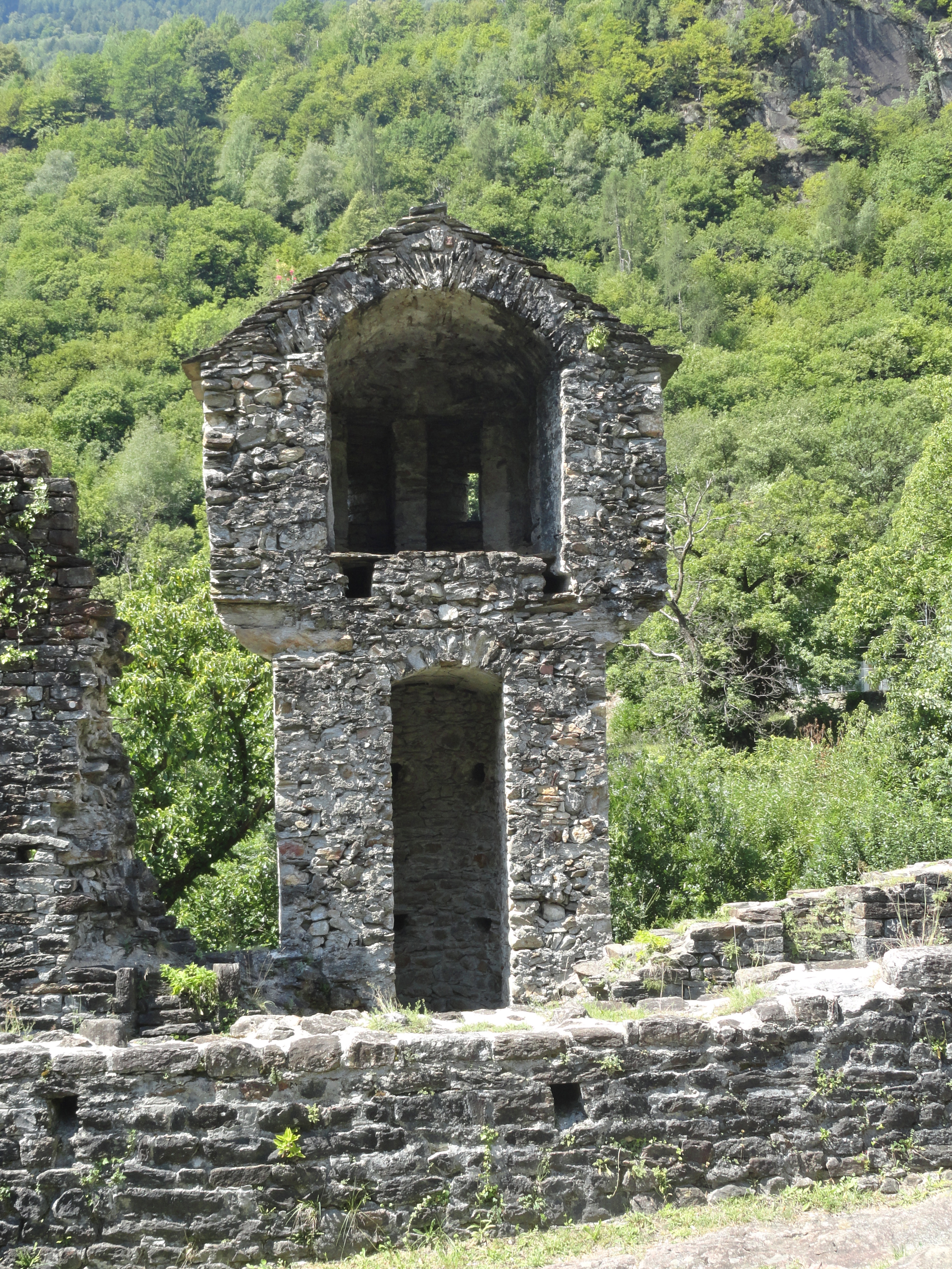
Wachturm
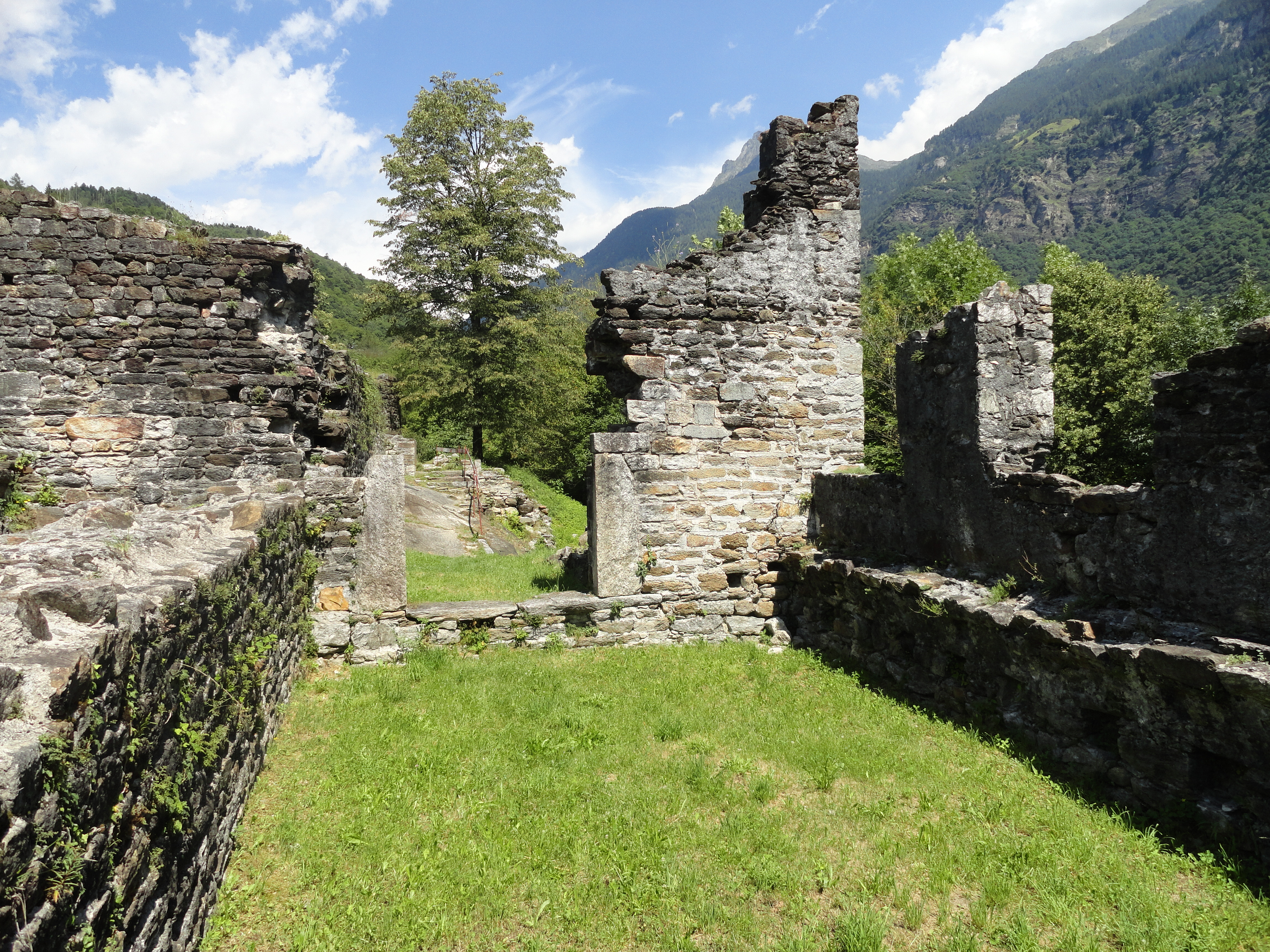
Ruine des Wohntraktes